# Eiberg (Bochum-Essen)
Eiberg war eine bis 1919 eigenständige Gemeinde, deren Gebiet sich heute, nach der kommunalen Neuordnung von 1926 und späteren Eingemeindungen, über Randgebiete von Bochum und Essen erstreckt.

## Geschichte

### Namenserklärung und erste Erwähnung
Die Bedeutung des Wortes Eiberg geht auf eine altsächsische Bezeichnung zurück. Die Ey bedeutet so viel wie Aue, also Flussniederung. Auch bei den Schreibweisen Oyberge, Oiborch bedeutet Oy oder Oi Aue. Der Eiberg ist der Berg, der sich nördlich der Ruhrauen vom heutigen Dahlhausen aus erstreckt. Hier mündet auch der Eybach (früher: die Eybecke) in die Ruhr.
Der Siedlungskern der Bauerschaft Eiberg mit drei Höfen wurde erstmals im Jahr 1150 in einem Heberegister der Abtei Werden erwähnt. Die Höfe Otmarius- und Liutbertushof befanden sich am heutigen Hof Hinderfeld an der Varenholzstraße, heute zu Wattenscheid. Der Hof Verderke ist der Hof Friedrich, heute Reitanlage Spelberghof ebenfalls an der Varenholzstraße.
In Verbindung mit einem Zehntabgabestreit, den der Kölner Erzbischof Rainald von Dassel schlichtete, wurde mit Datum vom 19. Februar 1166 die Bauerschaft Eiberg erneut genannt.
1895 hatte Eiberg 1521 Einwohner, zu einem ungenannten Zeitpunkt vor der Eingemeindung etwa 2000.

### Gebietszugehörigkeiten

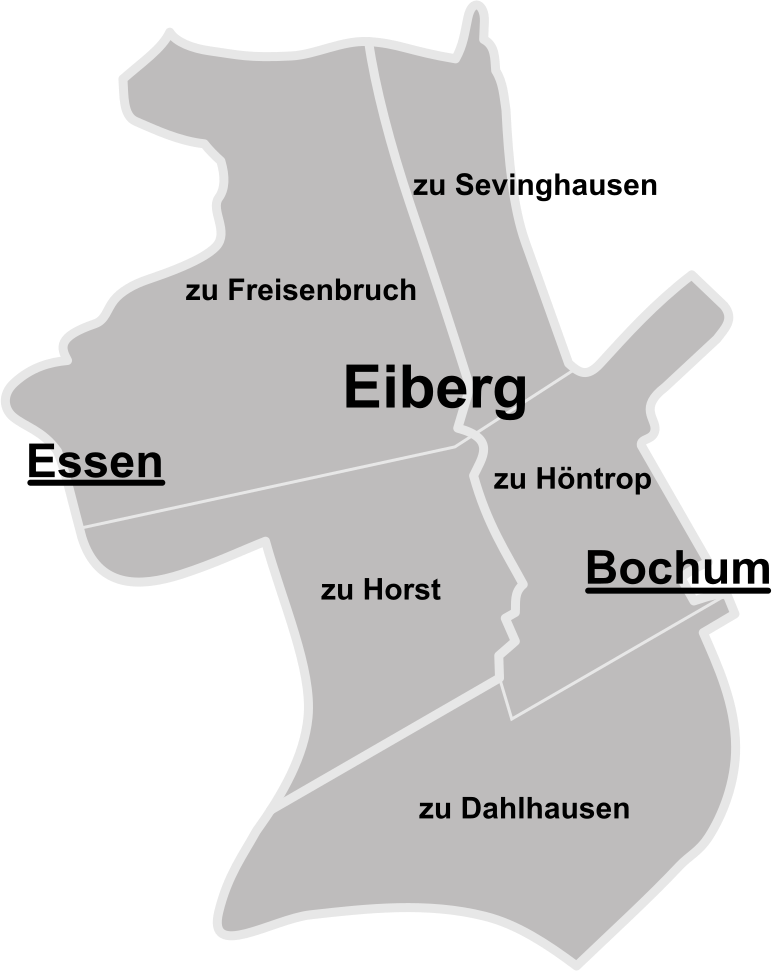
Übersichtskarte der ehemaligen Gemeinde Eiberg bis 1919 und heutige Zugehörigkeiten

In den Jahren 1225/1226, nach der Ermordung von Erzbischof Engelbert von Köln und der Hinrichtung Friedrich von Isenbergs, wurde Eiberg mit den anderen sogenannten märkischen Gemeinden Freisenbruch, Horst und Steeler Berg gewaltsam vom Stift Essen abgetrennt.
1243 wurde Eiberg dem Grafen Adolf I. von der Mark zugeordnet und kam damit zur westfälischen Grafschaft Mark. Aus einer Urkunde über Grenzprobleme zwischen Steele und dem Stift Rellinghausen aus dem Jahr 1378 geht hervor, dass sich das Rellinghauser Stiftsgebiet an der Ruhr aufwärts bis nach Eiberg erstreckt.
Die Grafschaft Mark ging 1815 in die Provinz Westfalen über, wobei Eiberg zum Niederamt Wattenscheid zählte, zu dem unter anderem auch die Bauerschaften Heßler, Schalke, Gelsenkirchen, Munscheid, Eppendorf, Freisenbruch und Königssteele gehörten.
Durch die preußische Gemeindeneuordnung von 1844 wurde Eiberg zur selbständigen Landgemeinde im Kreis Bochum, später Hattingen. 1885 schied Eiberg aus dem Niederamt Wattenscheid aus. Freisenbruch und Eiberg gehörten, wie auch Horst, nun zum Amt Königssteele. 1919 zwangen wirtschaftliche Gründe nach dem Ersten Weltkrieg zum Zusammenschluss der Gemeinden Eiberg, Horst, Freisenbruch und Königssteele zur Großgemeinde Königssteele.
Der größte Teil des ursprünglichen Gemeindegebietes Eiberg kam per Gesetz über die Neuregelung der kommunalen Grenzen im rheinisch-westfälischen Industriebezirke am 1. April 1926, durch die Vereinigung des westfälischen Königssteele mit der rheinischen Stadt Steele, zum Rheinland und wurde 1929 in die Stadt Essen eingegliedert. Das südöstliche Gebiet Eibergs kam zu Linden-Dahlhausen und Wattenscheid und blieb weiterhin westfälisch. Heute gehört es zu Bochum und ist dem Stadtbezirk 2 (Wattenscheid) untergegliedert.
Nach dem Ratsbeschluss vom 30. Juni 1967 ist Eiberg auf dem Essener Gebiet kein eigener Stadtteil mehr. Er wurde auf die heutigen Stadtteile Freisenbruch und Horst aufgeteilt. Die westfälischen Teile Eibergs gehören heute zu Sevinghausen (Stalleicken, Teil von Höntrop), Höntrop und Dahlhausen auf Bochumer Stadtgebiet.

### Höfe
Aus Steuerlisten der Grafschaft Mark aus dem Jahr 1486 geht hervor, dass die Bauerschaft zu dieser Zeit zwölf Höfe zählte und von Schulten verwaltet worden war. Der ehemalige Hof Schulte-Bockholt wird Mitte des 13. Jahrhunderts im Lehnbuch von Dietrich I. von Volmerstein erstmals genannt. Einige Hofteile waren an die Abtei Werden und 1275 an die Essener Stiftsdame Elisa von Rennenberg verpfändet. Der Hof, der aufgrund seiner Größe der höchstbesteuerte in Eiberg war, ist durchgehend bis in die 1970er Jahre in männlicher Erbfolge nachgewiesen. 1909 wurde dort eine Essig- und Sauerkrautfabrik eröffnet. Nachdem der letzte Erbe Arnulf Schulte-Bockholt nach Kanada gegangen war, wurde der Hof an den Reit- und Fahrverein Steele-Horst verpachtet. Nachdem er 1979 eine Reithalle und Turnierplätze erhalten hatte, fanden ein Jahr später erste Reitturniere statt. Drei Höfe hatten noch mindestens bis in die zweite Hälfte des 18. Jahrhunderts Bestand. Der letzte Hof, der Hof Althoff an der heutigen Straße Weg am Berge, ist um 1970 niedergelegt worden. Im Laufe des 17. und 18. Jahrhunderts kamen noch Kotten der Landarbeiter hinzu. Diese befanden sich unter anderem am Eiberg- und Uhlendahlweg, am Wiesmannsbrink sowie an der Sudholzstraße auf Bochumer Seite.

### Industrialisierung

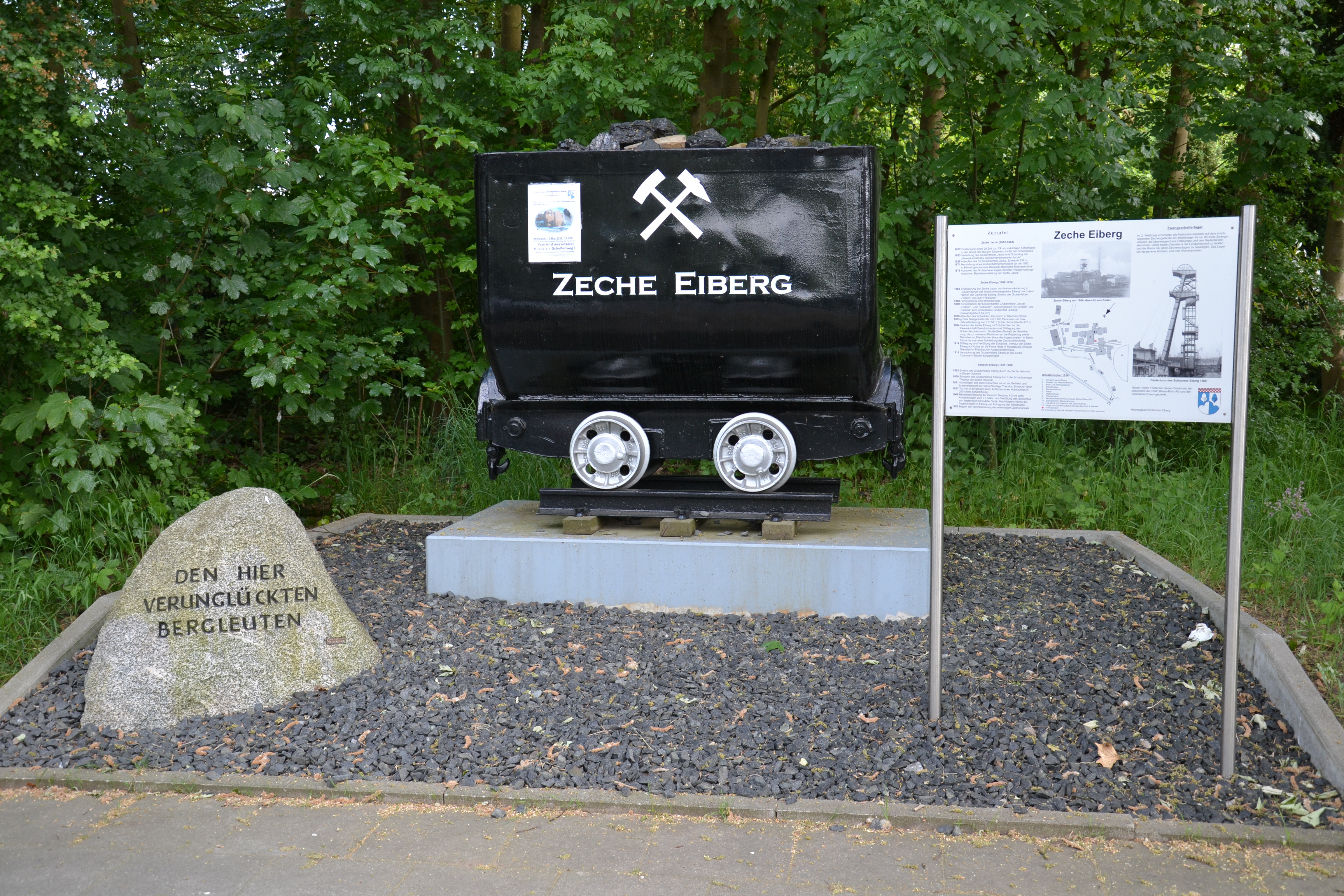
Zeche Eiberg, Gedenkstätte (2011)

Da an der Ruhr die Kohleflöze sehr dicht an die Erdoberfläche traten, hat der Steinkohlenbergbau, und damit die Industrialisierung auch Eiberg erreicht. In Folge wurde 1853 die Zeche Eiberg zunächst unter dem Namen Zeche Jacob errichtet. Daraufhin entstanden zu den vorhandenen Höfen weitere Ansiedlungen. 1903 hatte die Zeche Eiberg die größte Belegschaftszahl mit 1180 Personen. Bereits 1854 eröffnete die Zeche Vereinigte Maria Anna Steinbank in Höntrop mit der durch Eiberg verlaufenden Mariannenbahn eine Pferdebahn für deren Kohlentransport nach Steele. Sie wurde in den 1860er Jahren wieder stillgelegt.
1914 wurde sie, trotz Petitionen nach Berlin und mehreren Debatten über die Zeche Eiberg im Preußischen Abgeordnetenhaus, stillgelegt. Von 1925 bis 1968 wurde sie als Schacht Eiberg von der Zeche Heinrich (Essen-Überruhr) weitergeführt. Während des Zweiten Weltkrieges wurden die nicht mehr benötigten alten Zechengebäude vorrangig von Kriegsgefangenen aus Osteuropa und den Niederlanden abgerissen. 1953 fanden beim Aufwältigen eines Schachtes durch ein Unglück acht Bergleute den Tod. Ein Denkmal an der Straße Hobestatt erinnert daran. Auf dem ehemaligen Zechengelände befindet sich heute eine Wohnsiedlung.
Die Steinfabrik Dr. C. Otto im nahe gelegenen Dahlhausen trug wesentlich zur Industrialisierung bei. Dort wurde ab 1870 der Eiberger Kohlesandstein zu feuerfesten, für Hochöfen geeigneten Steinen verarbeitet.
Der am 1. April 1902 eingeweihte Bismarckturm Dahlhausen ohne Aussichtsfunktion war aus Kohlesandstein errichtet und hatte eine Höhe von 14,35 Metern. Gekrönt wurde er von einer gusseisernen Feuerschale, die mit Benzol befeuert wurde. Der Bau des Turms geht auf eine private Initiative des Geschäftsführers der Dahlhauser Firma C. Otto  & Co., Gustav Hilgenstock, zurück, der die Säule durch seine Firma nach dem Entwurf der Duisburger Firma Gebrüder Kiefer bauen ließ.

### Zweiter Weltkrieg

Ehemaliger Bismarckturm, vor 1910

Im Zweiten Weltkrieg erlitten auch Teile Eibergs, außerhalb der hart getroffenen Zentren Essen und Bochum, ebenfalls Kriegszerstörungen. Schwere Luftangriffe wurden am 2. Juni und 24. Juli 1941 auf Eiberg geflogen. Nach Sprengung der Ruhrbrücken am 8. April 1945 durch die Wehrmacht eroberten amerikanische Truppen in anschließenden Kämpfen den Eiberger Hof Hinderfeld und hielten ihn knapp vier Wochen besetzt. Es gab ein Lager für polnische und ukrainische Kriegsgefangene. Einst Wahrzeichen Eibergs auf dem Berg über der Ruhr, wurde der Bismarckturm 1941 im Zuge des Baus einer Flakstellung zur Verteidigung gegen Feindflieger in Teilen abgebrochen. Der verbliebene Teil wurde 1945 beseitigt. An der Straßengabelung Dahlhauser-/Imandtstraße, wo sich heute die Behindertenwerkstätten des Franz Sales Hauses befinden, stand angrenzend die 1870 gegründete Horst-Eiberger Volksschule, die noch nach dem Krieg als Notunterkunft diente. Hier befand sich auch das Saalbaurestaurant Romberg mit einem Kaisersaal für große Veranstaltungen.

## Eiberg heute

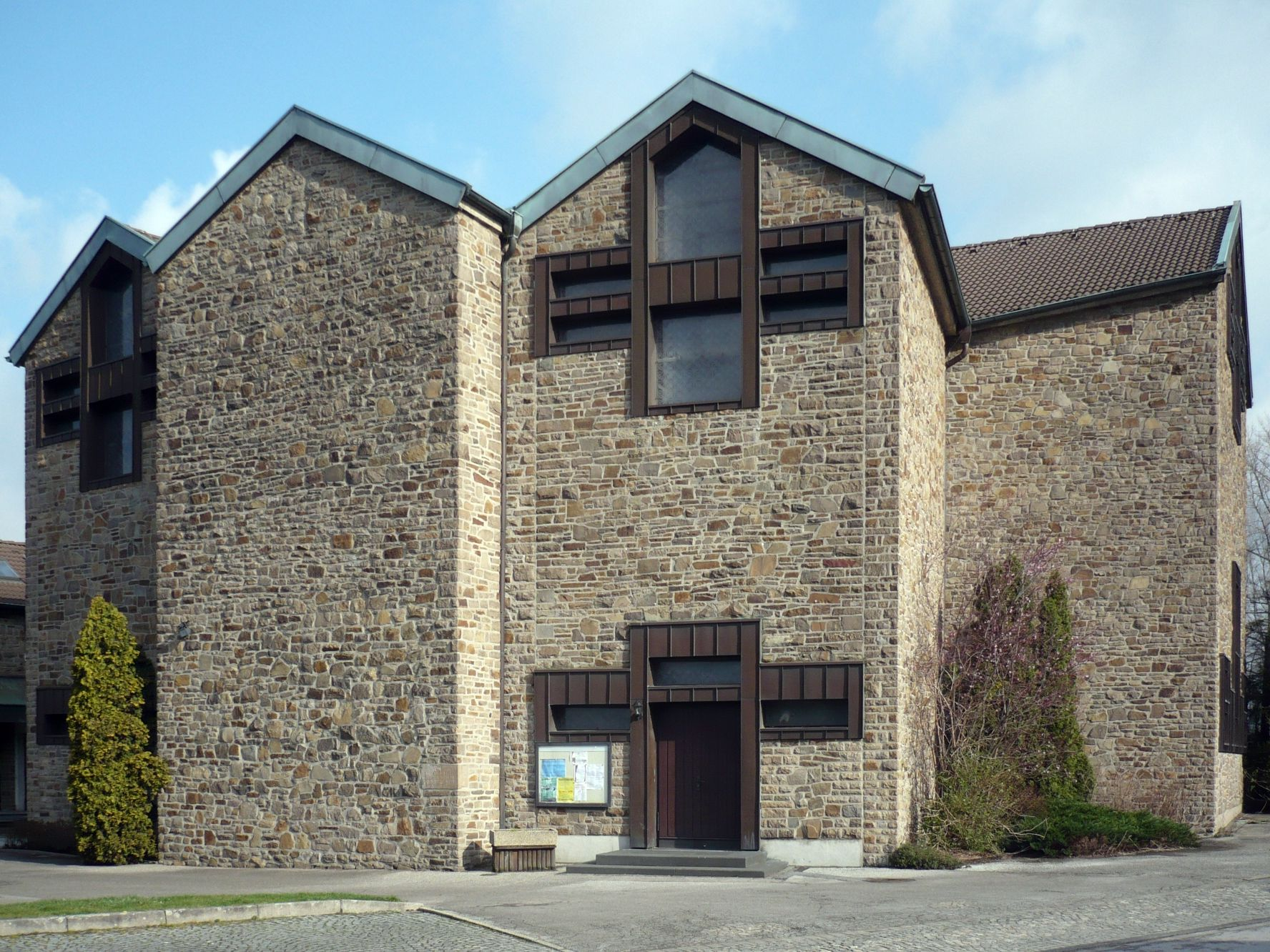
Ehemalige 1958 errichtete Kirche Hl. Dreifaltigkeit in Eiberg, seit 2011 Wohnstätte für behinderte Menschen des Franz Sales Hauses

Das heute ländlich geprägte Gebiet Eibergs liegt zwischen dem mittelalterlichen Verlauf der alten Handelsstraße Hellweg im Norden, heute Bochumer Landstraße, und dem Eybach am Fuße der Ruhrhöhen des rechten Ruhrufers im Süden. Auf dem gesamten Gebiet herrscht heute lockere Wohnbebauung und Landwirtschaft vor.
An der Bahnstrecke Dortmund–Duisburg besteht der Haltepunkt Essen-Eiberg.
In den Jahren 1957/58 wurde die Kirche der Heiligen Dreifaltigkeit am Schultenweg erbaut und am 23. Februar 1959 selbstständige Pfarrei. Sie wurde nach Schließung 2008 und Umbau 2009/2010 zum Wohnheim für zwanzig geistig benachteiligte Menschen als Außenstelle des Franz Sales Hauses.

## Wappen

Wappen von Eiberg

Blasonierung: „Unter einem in drei Reihen zu je sieben (bzw. acht) Feldern je Wappenhälfte rot und silbern (weiß) geschachten Schildhaupt, und zwar oben links mit einem roten Feld beginnend; gespalten, farbenwechselnd in Blau und Silber (Weiß) über einem Dreiberg zwei aufrechte Eicheln.“
Das Wappen wurde von Kurt Schweder entworfen und hatte nie offiziellen Charakter. Ende der 1980er-Jahre schuf dieser Heraldiker für alle Essener Stadtteile Wappen. Sie sind inzwischen von der Essener Bevölkerung gut angenommen worden.

Es handelt sich um ein sogenanntes „redendes Wappen“; die Eicheln stehen für „Ei-“ und der Dreiberg für „-berg“. In Erinnerung an die lange Zugehörigkeit zur Grafschaft Mark wurde im Schildhaupt der märkische Schachbalken zu Schweders Version hinzugefügt. In den Schreibweisen Oyberge und Oiberge im 12. Jahrhundert und Oieberch im 13. Jahrhundert vorkommend steht Oy oder Oi für Aue oder nasse Wiesen. Der Dreiberg symbolisiert den dreiteiligen Eibergschen Berg an der Ruhraue; die Eichel steht für das ehemals waldreiche Gebiet, in dem die Landbewohner die Eicheln für ihre Schweinemast zu schätzen wussten. Dieses Wappen gilt heute sowohl für den Essener als auch für den Bochumer Teil Eibergs.